# Jesse Fuller
Jesse Fuller soprannominato The Lone Cat (Jonesboro, 12 marzo 1896 – Oakland, 30 gennaio 1976) è stato un musicista statunitense.
Jesse Fuller è un cosiddetto one-man-band, suonava la chitarra a 12 corde, l'armonica a bocca, il kazoo, il piatto ed il fotdella (un basso che si suona col piede da lui inventato e brevettato), alcuni di questi contemporaneamente.
Molti musicisti hanno reinterpretato le canzoni di Jesse Fuller, fra cui Bob Dylan con "You're No Good", Eric Clapton con "San Francisco Bay Blues", e i Grateful Dead con "Beat It On Down The Line".

## Cinema
Nel corso della sua carriera, Jesse Fuller ha interpretato anche due film come attore:
- Il ladro di Bagdad (The Thief of Bagdad), regia di Raoul Walsh (1924)
- All'ombra delle pagode (East of Suez), regia di Raoul Walsh (1925)